# Aristil
Aristil (en grec antic: Ἀρίστυλλος, llatí: Aristyllus) va ser un astrònom grec que va florir cap a l'any 233 aC. Va escriure una obra sobre les estrelles fixes que van usar Hiparc i Claudi Ptolemeu.

## Epònim
- El cràter lunar Aristil honora la seva memòria.[2]